# Teppichklopfer

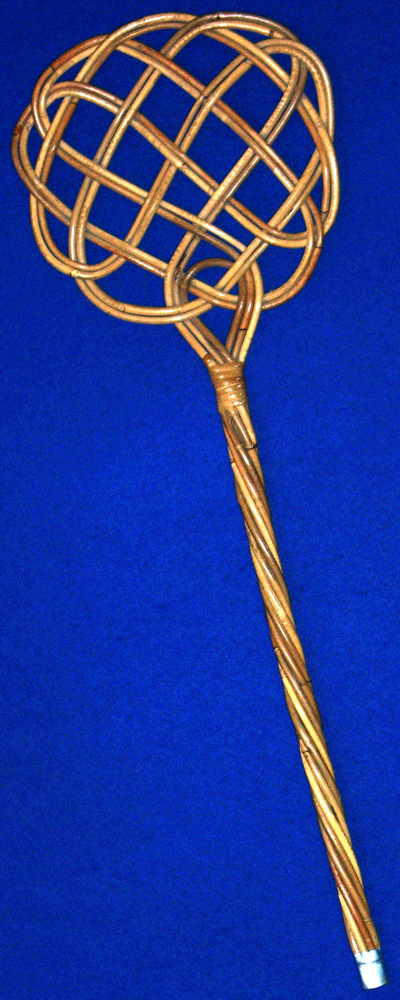
Teppichklopfer (große Ausführung)

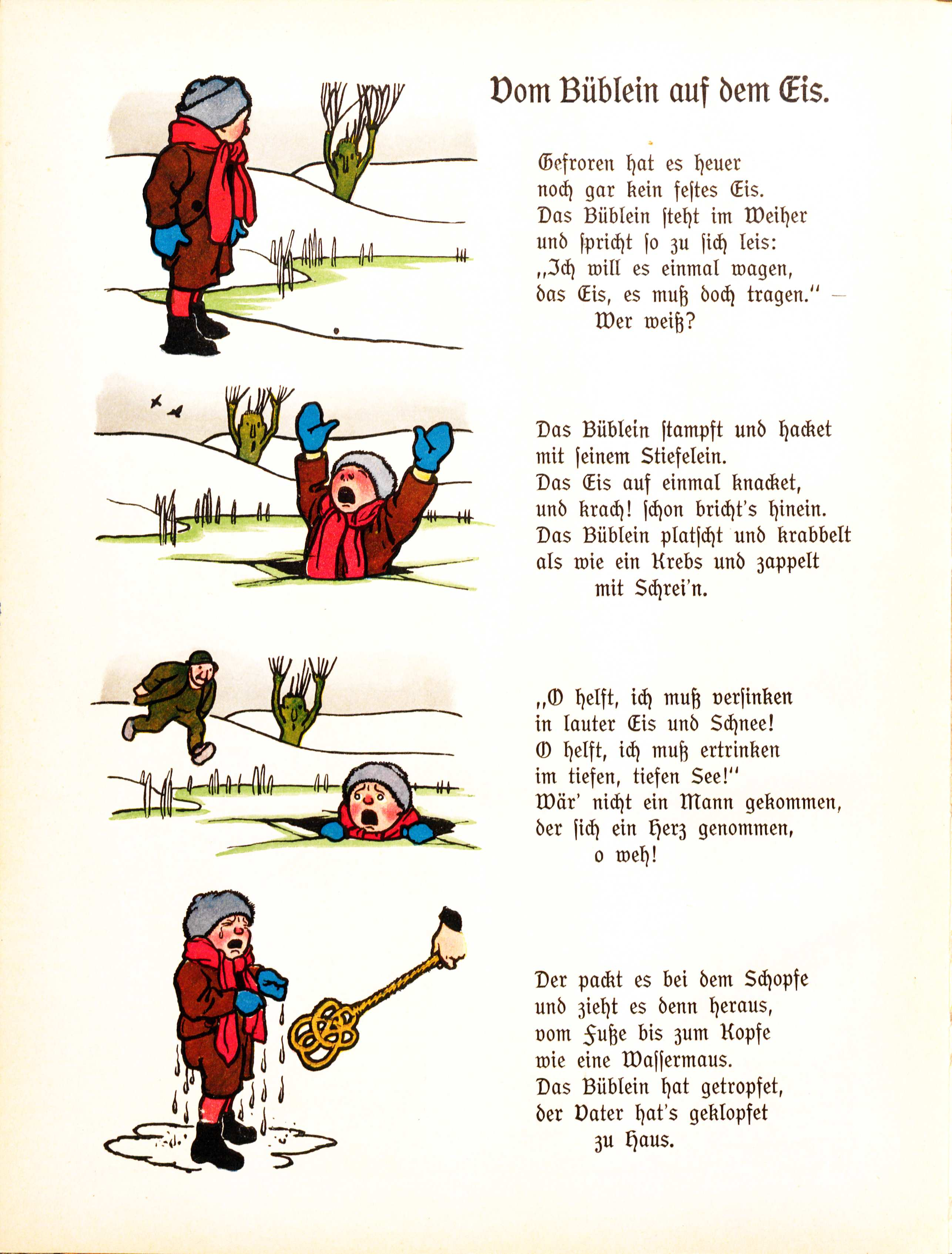
Friedrich Güll: Vom Büblein auf dem Eis, Illustrationen Gertrud Caspari (1910)

Ein Teppichklopfer oder Ausklopfer (österreichisch auch Pracker) ist ein Haushaltsgerät zum Reinigen von Teppichen, bestehend aus Weiden- oder Rattangeflecht, das in Schlingenform gearbeitet ist und in der Form an einen Tennisschläger oder, in seiner kleineren Version, an ein Kleeblatt erinnert. Modernere Teppichklopfer werden auch aus Hartplastik angefertigt. 

## Gebrauch
Um einen Teppich mit einem Teppichklopfer zu reinigen, wird der Teppich aus dem Haus getragen und über eine Teppichstange gehängt. Erst sollte der Teppich von der Rückseite kräftig ausgeklopft werden, um den tief liegenden Schmutz zu lösen. Am besten hält eine zweite Person den Teppich etwas von der Teppichstange weg, um den ausgeklopften Staub besser entweichen zu lassen. Wenn nicht mehr allzu viel Staub herausgeklopft werden kann, wendet man den Teppich, um die Vorderseite zu klopfen und zu bürsten. Bei Teppichen, die schon Jahre liegen und nur gesaugt und nicht geklopft wurden, sollte diese Prozedur mehrmals durchgeführt werden, da man beim ersten Mal nicht allen Staub herausklopfen kann. Der Teppich wird durch das Klopfen nicht nur gereinigt, sondern auch gelüftet und die Farben werden wieder intensiver.  
Alternativ kann man im Winter den Teppich mit der Oberseite nach unten in den Schnee auslegen und nun mit dem Teppichklopfer bearbeiten. Der austretende Staub wird sofort vom Schnee gebunden. Durch diese Reinigung werden sehr effizient Hausstaub, Milben und sonstiger Schmutz mechanisch gelöst und entfernt.
Das oberfränkische Neuensee bildete in der Herstellung von Teppichklopfern einen Schwerpunkt. Die Produktion nannte man „Ziehen“ und nicht „Flechten“.
In der zweiten Hälfte des 20. Jahrhunderts geriet der Teppichklopfer zunehmend aus der Mode, da das Reinigen von Teppichen einfacher mittels eines Staubsaugers geschieht. Teppichklopfer sind somit nur noch in Fachgeschäften sowie in vielen Antiquitätenläden und auf Flohmärkten erhältlich, auch Teppichstangen sind in neueren Wohnvierteln nicht mehr installiert.

## Züchtigung
Bis in die späten 1970er Jahre war der Teppichklopfer jedoch vor allem in Deutschland, aber auch in Italien und Österreich neben dem Rohrstock ein  weit verbreitetes Hilfsmittel zur körperlichen Züchtigung von Kindern und Jugendlichen in der Familie. Weniger schmerzhaft als ein Rohrstock, galt er gleichwohl als sehr effektiv, vor allem auf dem entkleideten Gesäß; wurde er auf dem Hosenboden eingesetzt, war umgangssprachlich – analog zu seinem Gebrauch als Haushaltsgerät – oft von ausklopfen oder ausstauben die Rede. 

## Trivia
- Humoristisch dargestellt ist dies in den alten Geschichten aus Entenhausen, in denen Donald Duck seine Neffen mit dem Teppichklopfer bestraft.
- Auf Grund seines typischen klopfenden Geräuschs wird der Bell UH-1, ein Hubschrauber, unter Soldaten auch scherzhaft Teppichklopfer genannt.

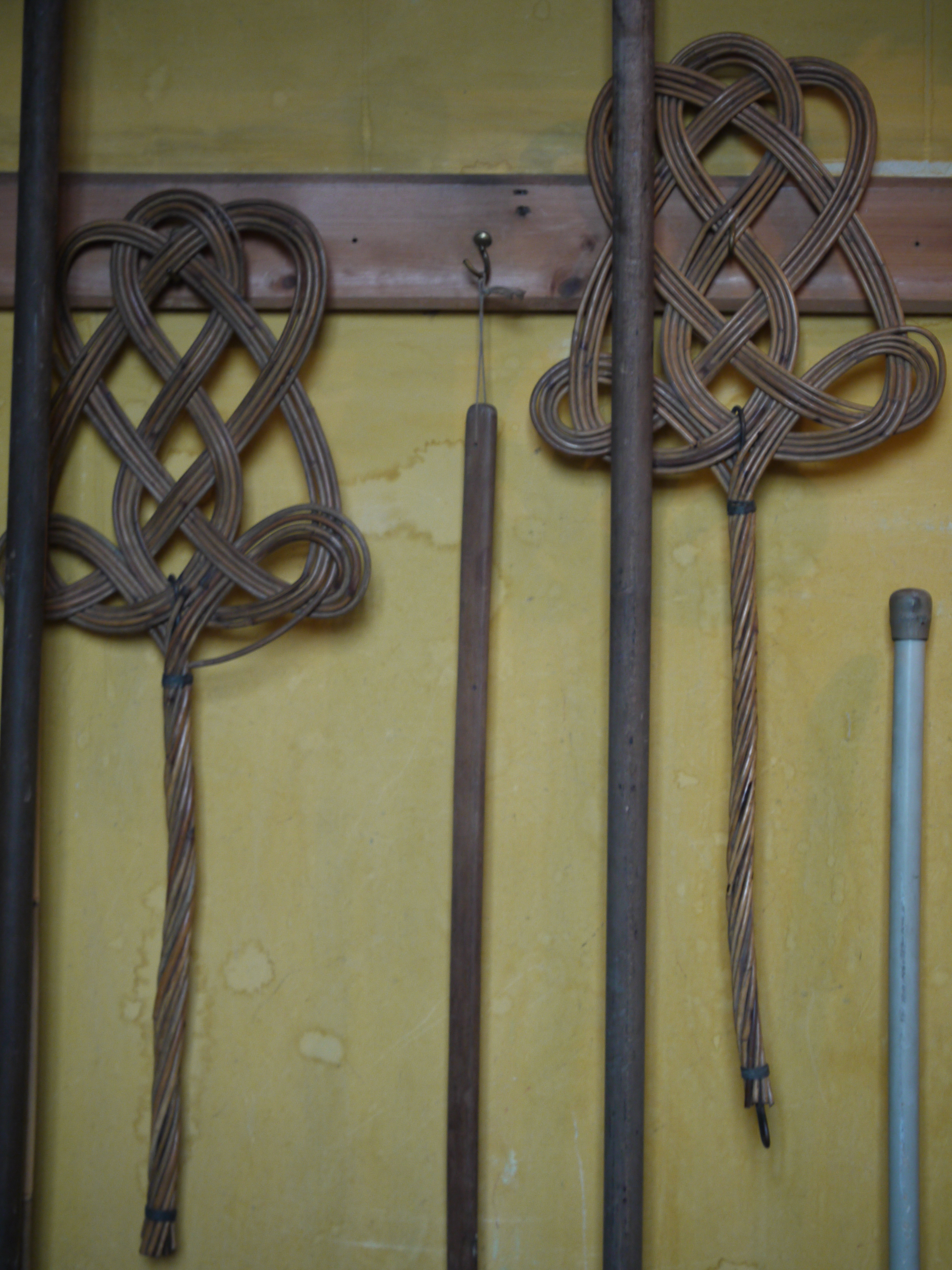
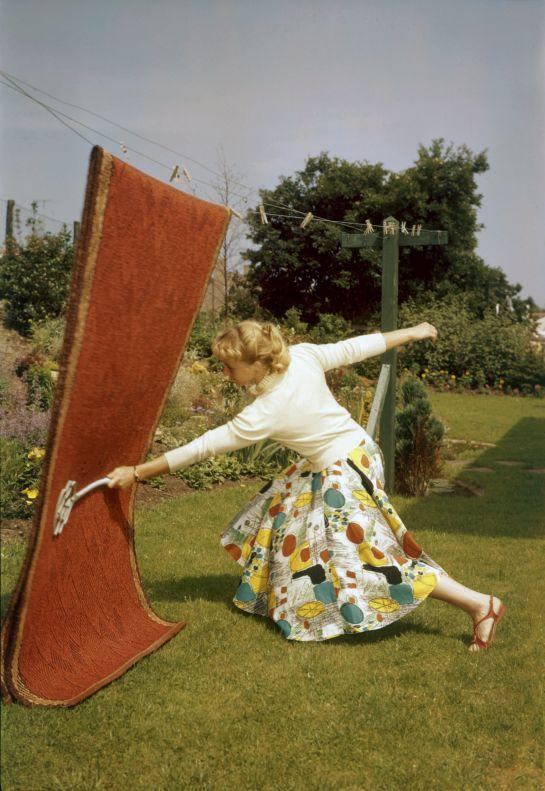
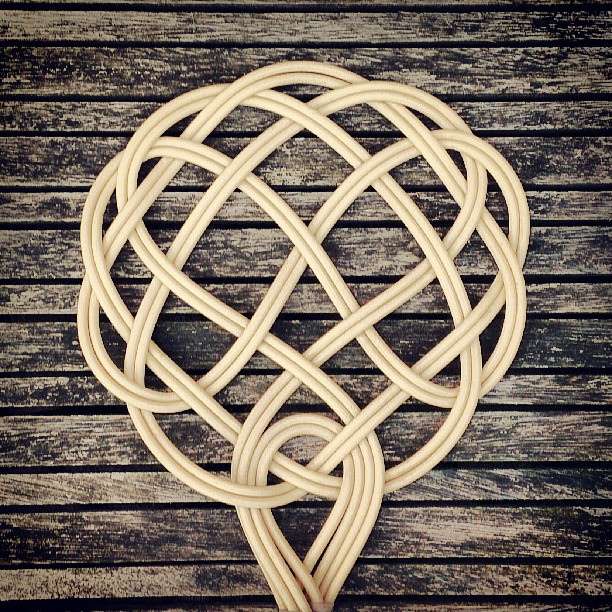
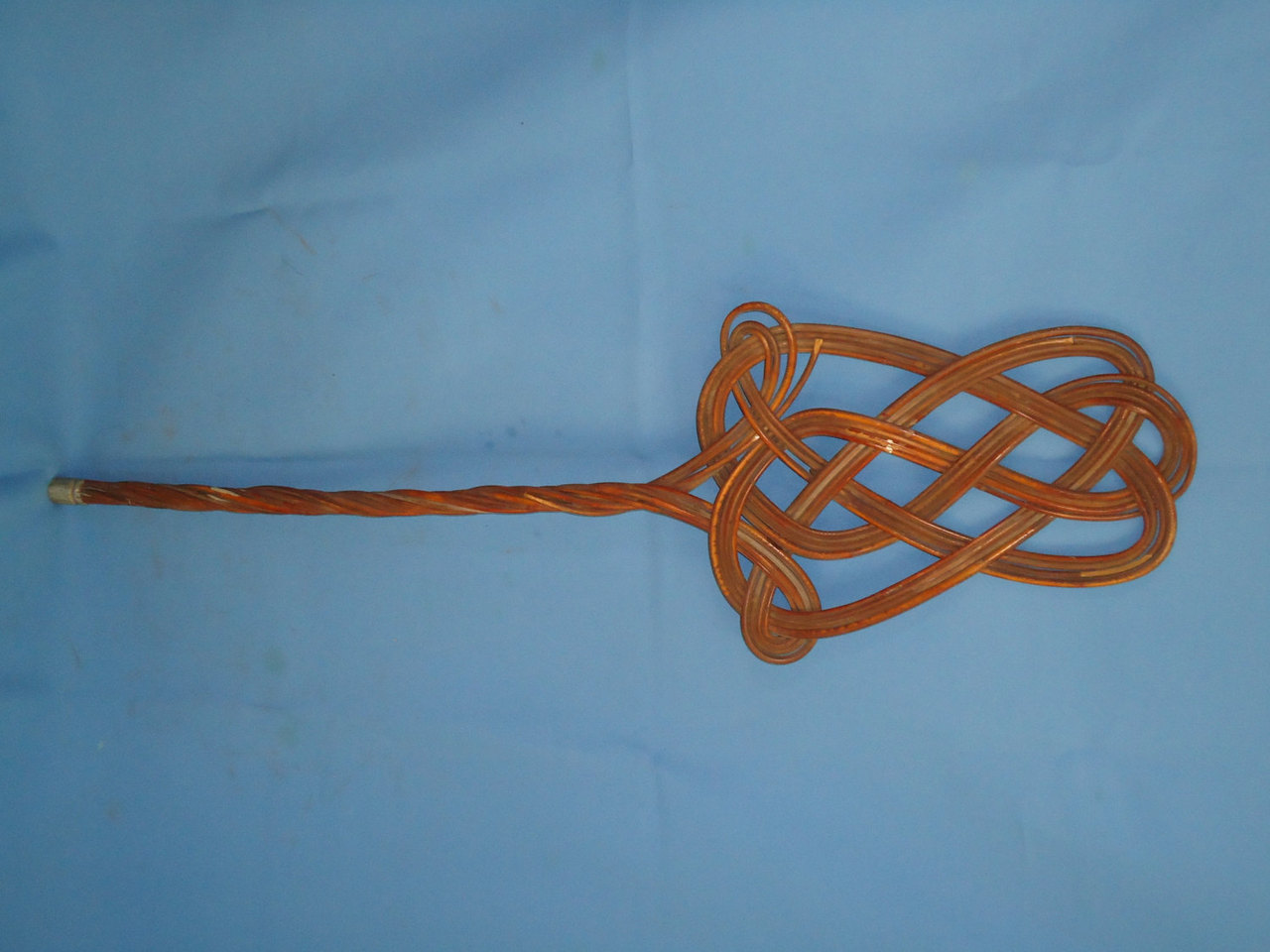
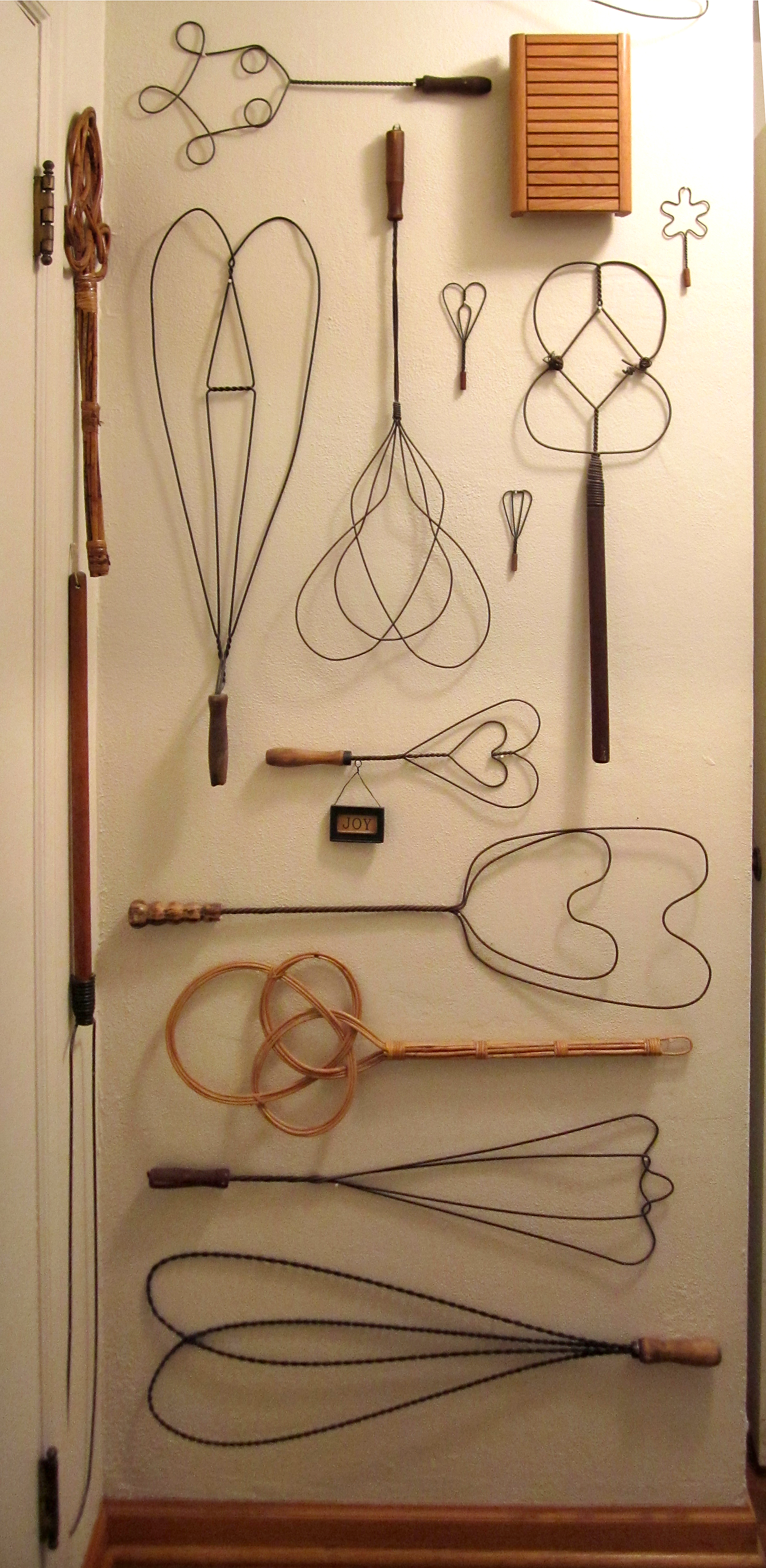